# Phare du cap Brett
Le phare du cap Brett est un phare situé sur le Cape Brett (en), dans la région de Northland (île du Nord), en Nouvelle-Zélande.
Le phare ancien est enregistré par le Heritage New Zealand depuis juin 2009  en tant que structure de catégorie I.

## Histoire
Le premier phare a été mis en service le 21 février 1910 sur le cap Brett donnant dans la Baie des Îles. Ce phare  provient d'une deuxième phase de grande construction de phares au début du XXe siècle. Il fut le dernier d'un total de neuf phares de premier ordre construits à l'échelle nationale.
La conception de la tour a été faite par David Scott et elle a été fabriquée en Angleterre et les pièces ont été expédiées en Nouvelle-Zélande. La structure du support en fonte a été réalisée par l'entreprise Judds à Thames. La lanterne a été construite à Édimbourg par Stevensons et les composants ont été fournis par Chance Brothers (en) à Birmingham et Milnes à Edimbourg. L'illumination, d'une portée de 49 km, a d'abord été réalisée au pétrole. La lentille de Fresnel de 1er ordre, a fonctionné pour la première fois en Nouvelle-Zélande sur un bain de mercure. Pour les trois gardiens du phare vivant ici, trois maisons identiques ont été construites, dont l'une a été conservée.
En 1955, la lumière a été électrifiée, d'abord avec un générateur diesel et, en 1967, par la connexion au réseau électrique. Le 5 octobre 1978, la tour a été mise hors service. Le phare initial a été remplacé par une balise automatique à proximité.

## Description
Le phare ancien est une tour cylindrique en fonte, avec lanterne et galerie, de 15 m de haut. Le phare est totalement peint en blanc et le dôme de la grande lanterne est grise.
Le phare actuel  est une tourelle en fibre de verre, posée à proximité, de 4 m. Il émet, à une hauteur focale de 146 m, un flash (blanc, rouge et vert, selon secteur) toutes les 15 secondes. Sa portée nominale est de 17 milles nautiques (environ 32 km) pour le feu blanc et 13 milles nautiques (environ 24 km).
Identifiant : ARLHS : NZL-005 - Amirauté : K3709 - NGA : 3912 .
|            |
| Cape Brett |

### Lien connexe
- Liste des phares de Nouvelle-Zélande